# Pleugriffet
Pleugriffet (tiếng Breton: Ploueg-Grifed) là một xã ở tỉnh Morbihan trong vùng Bretagne tây bắc Pháp. Xã này có diện tích 38,49 km², dân số năm 1999 là 1124 người. Khu vực này có độ cao từ 40-129 mét trên mực nước biển.
Cư dân của Pleugriffet danh xưng trong tiếng Pháp là Pleugriffetois.